# 丹尼尔·崔
丹尼尔·崔（英語：Daniel Choi，1981年2月22日—，韓裔美國人，是美国参加伊拉克战争的作战老兵，当时是步兵军官。他因为在2009年3月20日的新闻类节目The Rachel Maddow Show上出柜，并对美国对待同志服兵役的政策质疑而广为人知。节目播出后，他成为了一个LGBT权利活动家。

## 教育及职业生涯
丹尼尔·崔于2003年从西点军校毕业，有阿拉伯语及环境工程的学位。他是西点LGBT支持团体Knight Out的创建人之一。
他在2006年及2007年间作为步兵军官在伊拉克服役。2008年6月，他转到纽约国民警卫队。

## 同志权利活动家

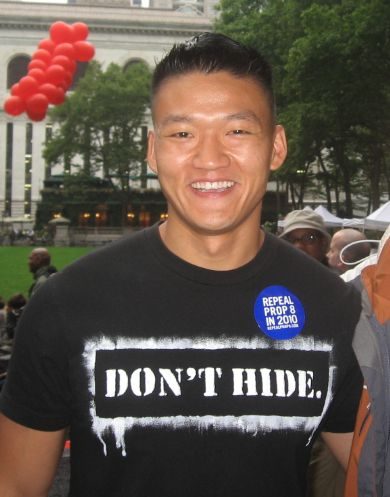
丹尼尔·崔在布莱恩特公园男女同志骄傲月活动中

自从出柜，崔中尉在很多同志权利活动中发表讲话，包括加州最高法院通过8号提案后，3月份在洛杉矶举行的游行。2009年5月27日，他在贝弗利·希尔顿酒店外的同志示威活动中发表演说，当时美国总统巴拉克·奥巴马正在民主党全国委员会一个资金筹措活动中发表谈话。
此外，丹尼尔·崔还在2009年纽约的男女同志骄傲月中演说，并且在2009年旧金山的同志骄傲游行中担任游行总司令。
2009年7月16日，崔在一部Abe Forman-Greenwald的纪录片《沉默的伴侣》（Silent Partners）中首次担当主演。这部纪录片是《In Their Boots》系列里的第四集，主要描述部署在伊拉克和阿富汗的LGBT士兵的伴侣。

### 质疑不问，不说政策及其结果
在The Rachel Maddow Show节目中的出柜后，丹尼尔·崔收到了退役信。作为回应，他撰写了一封致美国总统奥巴马及美国国会的公开信。信中，他质疑不问，不说政策的道德考量及是否明智。他在信中写道这个政策是“打在我脸上的耳光。而我的那些已经证明了一个足够专业的步兵单位可接受多样性，接受有能力的领导，接受训练有素的军人的士兵们、同行们以及领导们同样也被打了耳光。”（原文："a slap in the face to me. It is a slap in the face to my soldiers, peers and leaders who have demonstrated that an infantry unit can be professional enough to accept diversity, to accept capable leaders, to accept skilled soldiers."）
尽管有他的呼吁及将近162,000人的请愿签名的勇气运动（Courage Campaign）的支持，纽约国民警卫队长官小组还是劝告丹尼尔·崔从军队退役。由第一军长官及国民警卫局局长做出的最后决定。2010年6月29日最終確定退役。

## 个人生活
丹尼尔·崔是韩裔美国人，是浸信会神职人员的儿子。